# Oleg Veretilo
Oleg Vladimirovitch Veretilo (en russe : Олег Владимирович Веретило) ou Aleh Ouladzimiravitch Veratsila (en biélorusse : Алег Уладзіміравіч Вераціла) est un footballeur international biélorusse né le 10 juillet 1988 à Novoselki. Il évolue au poste de défenseur.

## Biographie

### Carrière en club
Oleg Veretilo est formé dans un premier temps dans l'école de sport de Vawkavysk avant de rejoindre le centre de formation du Dinamo Minsk, où il fait ses débuts professionnels le 15 avril 2007 face au Torpedo Jodzina lors de la première rencontre de la saison 2007. S'imposant très vite comme un titulaire régulier dans la défense du Dinamo, il cumule 231 matchs disputés en championnat pour cinq buts inscrits entre 2007 et 2015. Il prend également part à 36 rencontres européennes avec le club durant cette période.
Son contrat expirant en fin d'année 2015, Veretilo quitte finalement le Dinamo Minsk et la Biélorussie pour rejoindre le club polonais du Podbeskidzie Bielsko-Biała. Il n'y reste cependant qu'une demi-saison avant de revenir au pays à l'été 2016 en s'engageant en faveur du FK Minsk. Après un an au club, il rejoint le Dinamo Brest où il remporte la coupe de Biélorussie en 2018 puis le championnat l'année suivante. En fin de contrat, il quitte le club à la fin de la saison 2020.

### Carrière internationale
Régulièrement appelé au sein des sélections de jeunes de la Biélorussie, Oleg Veretilo dispute notamment à l'Euro espoirs en 2011, participant de manière active à la phase qualificative et marquant un but lors du barrage de qualification victorieux face à l'Italie. Durant la phase finale, il dispute l'intégralité des matchs de la Biélorussie, contribuant à la troisième place de la sélection en fin de tournoi.
Il intègre pour la première fois la sélection A au mois d'octobre 2011 sous les ordres de Bernd Stange et connaît sa première sélection le 7 octobre lors d'un match de qualification pour l'Euro 2012 contre la Roumanie. Il est par la suite sélection de manière régulière durant la période 2013-2014 avant de ne plus être rappelé jusqu'en 2018.

## Statistiques
| Saison                | Club                       | Championnat           | Championnat | Championnat | Coupe(s) nationale(s) | Coupe(s) nationale(s) | Compétition(s) continentale(s) | Compétition(s) continentale(s) | Compétition(s) continentale(s) | Total | Total |
| Saison                | Club                       | Division              | M.          | B.          | M.                    | B.                    | Comp.                          | M.                             | B.                             | M.    | B.    |
| 2007                  | Dinamo Minsk               | D1                    | 24          | 0           | 2                     | 0                     | C3                             | 4                              | 0                              | 30    | 0     |
| 2008                  | Dinamo Minsk               | D1                    | 26          | 0           | 5                     | 0                     | -                              | -                              | -                              | 31    | 0     |
| 2009                  | Dinamo Minsk               | D1                    | 24          | 1           | 1                     | 0                     | C3                             | 3                              | 0                              | 28    | 1     |
| 2010                  | Dinamo Minsk               | D1                    | 29          | 1           | 3                     | 0                     | C3                             | 6                              | 0                              | 38    | 1     |
| 2011                  | Dinamo Minsk               | D1                    | 27          | 2           | -                     | -                     | -                              | -                              | -                              | 27    | 2     |
| 2012                  | Dinamo Minsk               | D1                    | 26          | 0           | 2                     | 0                     | -                              | -                              | -                              | 28    | 0     |
| 2013                  | Dinamo Minsk               | D1                    | 27          | 0           | 4                     | 0                     | C3                             | 6                              | 0                              | 37    | 0     |
| 2014                  | Dinamo Minsk               | D1                    | 27          | 1           | 1                     | 0                     | C3                             | 12                             | 0                              | 40    | 1     |
| 2015                  | Dinamo Minsk               | D1                    | 21          | 0           | 5                     | 1                     | C3                             | 5                              | 0                              | 31    | 1     |
| Sous-total            | Sous-total                 | Sous-total            | 231         | 5           | 23                    | 1                     | -                              | 36                             | 0                              | 290   | 6     |
| 2015-2016             | Podbeskidzie Bielsko-Biała | D1                    | 10          | 0           | -                     | -                     | -                              | -                              | -                              | 10    | 0     |
| 2016                  | FK Minsk                   | D1                    | 13          | 1           | 1                     | 0                     | -                              | -                              | -                              | 14    | 1     |
| 2017                  | FK Minsk                   | D1                    | 15          | 0           | 2                     | 0                     | -                              | -                              | -                              | 17    | 0     |
| Sous-total            | Sous-total                 | Sous-total            | 38          | 1           | 3                     | 0                     | -                              | -                              | -                              | 41    | 1     |
| 2017                  | Dinamo Brest               | D1                    | 13          | 0           | 1                     | 0                     | C3                             | 2                              | 0                              | 16    | 0     |
| 2018                  | Dinamo Brest               | D1                    | 25          | 0           | 6                     | 0                     | C3                             | 4                              | 0                              | 35    | 0     |
| 2019                  | Dinamo Brest               | D1                    | 28          | 0           | 3                     | 0                     | -                              | -                              | -                              | 31    | 0     |
| 2020                  | Dinamo Brest               | D1                    | 20          | 0           | 5                     | 0                     | -                              | -                              | -                              | 25    | 0     |
| Sous-total            | Sous-total                 | Sous-total            | 86          | 0           | 15                    | 0                     | -                              | 6                              | 0                              | 107   | 0     |
| 2021                  | FK Liepāja                 | D1                    | 13          | 0           | 3                     | 0                     | -                              | -                              | -                              | 16    | 0     |
| 2022                  | FK Vitebsk                 | D1                    | 23          | 1           | 5                     | 0                     | -                              | -                              | -                              | 28    | 1     |
| Total sur la carrière | Total sur la carrière      | Total sur la carrière | 391         | 7           | 49                    | 1                     | -                              | 42                             | 0                              | 482   | 8     |

## Palmarès
Biélorussie espoirs
- Troisième de l'Euro espoirs en 2011.

 Dinamo Brest
- Champion de Biélorussie en 2019.
- Vainqueur de la Coupe de Biélorussie en 2018.
- Finaliste de la Coupe de Biélorussie en 2020.
- Vainqueur de la Supercoupe de Biélorussie en 2018, 2019 et 2020.